# Андреас Гріфіус
Андреас Гріфіус (Andreas Gryphius; справжнє ім'я Андреас Ґрайф, Andreas Greif; 2 жовтня 1616, Глогау, Сілезія — 16 липня 1664, Глогау) — німецький поет і драматург епохи бароко. Один з найвідоміших німецьких авторів сонетів в XVII столітті.

## Життєпис
Син лютеранського пастора з сілезького міста Глогау, Андреас рано втратив батька; його мати повторно вийшла заміж за вчителя гімназії. У 1628 році в рідне місто прийшла Тридцятирічна війна — в Глогау прийшли єзуїти, і наполегливі протестанти, до яких належала і сім'я Ґрайф, були змушені покинути свої будинки. У тому ж році померла мати Андреаса. Як і годиться майбутньому барочному поетові і вченому, про смерть матері він шкодував чи більше, ніж про велику батькову бібліотеку, яка розгубилася під час втечі сім'ї з Глогау. Його вітчим тим часом одружився втретє і отримав пасторську посаду в місті Фрауштадте. Тут під час навчання Андреас, граючи в шкільному театрі, здобув лаври талановитого актора і написав свою першу п'єсу — «Дітовбивця Ірод» (латиною).
В 1634 в Данцигу він займався у прославленого астронома і поета Петера Крюгера (нім. Peter Krüger). Крюгер роз'яснював своїм студентам вчення Коперника, Галілея і Кеплера, а крім того, був послідовником Мартіна Опіца і популяризатором літератури німецькою мовою.
У 1638 році Андреас став студентом прославленого Лейденського університету. Він вивчав юриспруденцію, медицину, відвідував лекції відомого поета та історика Даніеля Гейнзіуса. Дуже зацікавили Андреаса в Лейдені анатомічний театр і кунсткамера. У Голландії він зав'язав знайомство з Християном Гофманом фон Гофмансвальдау (1617—1679), що прославився пізніше своїми галантними віршами.
Після закінчення навчання Гріфіус подорожував по Італії і Франції, а в 1647 році повернувся в Сілезію; два роки потому одружується з Розин Дойчлендер, дочкою фрауштадтського радника і заможного купця. У 1650 році Гріфіус зайняв місце синдика в Глогау. На цій посаді виявив неабиякий дипломатичний талант, захищаючи протестантське місто і його суверенні права від посягань австрійської корони. Не залишав і занять наукою. У 1658 році на запрошення свого друга Гофмансвальдау він приїжджав в Бреслау, де на головній площі провів публічне розкриття мумій, що зберігалися в одній з аптек.

Несподівано помер у розквіті років, 16 липня 1664 року під час засідання міської ради.

## Переклади українською
- Андреас Гріфіус. Сльози вітчизни. Пер. з німецької Олег Жупанський. — Київ: Видавництво Жупанського, 2023.